# Iepenfamilie
De iepenfamilie (Ulmaceae) is een familie van bomen. De familie komt voornamelijk voor in gematigde streken van het noordelijk halfrond.
In Nederland komt alleen het geslacht iep (Ulmus) voor. Veel iepen zijn slachtoffer geworden van de iepziekte, een schimmelaandoening.
Een dergelijke familie is algemeen erkend door systemen voor plantentaxonomie en zo ook door APG II-systeem (2003), maar aldaar is de samenstelling anders dan voorheen. De helft van de planten is verhuisd naar de familie Cannabaceae. De huidige samenstelling zal ongeveer zijn:
- Ampelocera
- Chaetachme
- Hemiptelea
- Holoptelea
- Phyllostylon
- Planera
- Ulmus
- Zelkova

In het Cronquist-systeem (1981) werd de familie in de orde Urticales geplaatst. In het APG II-systeem (2003) zijn al de planten in die orde verplaatst naar de orde Rosales.